# Psychoda tothastica
Psychoda tothastica är en tvåvingeart som beskrevs av Quate 1955. Psychoda tothastica ingår i släktet Psychoda och familjen fjärilsmyggor.
Artens utbredningsområde är Florida. Inga underarter finns listade i Catalogue of Life.